# Wim Speelman
Willem Pieter Speelman (Sellingen, 20 januari 1919 – Halfweg, 17 februari 1945)  was een Nederlandse verzetsstrijder tijdens de Tweede Wereldoorlog en mede-oprichter van de illegale krant Trouw.
De gereformeerde Speelman was student economie aan de Vrije Universiteit van Amsterdam. Kort na de Duitse inval begon hij zijn verzetsactiviteiten door het schrijven van pamfletten waarin werd opgeroepen tot verzet:
"Ieder die het onrecht zonder protest verdraagt, is schuldig.
Ieder die zijn materiële belangen stelt boven de uitspraak van zijn geweten, is schuldig.
Ieder die uit egoïsme onze goede zaak veronachtzaamt, verraadt haar min of meer en is schuldig.
Lauwheid, banghartigheid, halfslachtigheid: deze dingen zullen ons volk hun plaats onder de volkeren doen verliezen...
Elke opoffering, elke inspanning is winst en een stap in de richting van onze bevrijding."
In de loop van 1940 vond Speelman aansluiting bij de redactie van het illegale Vrij Nederland. Hij hielp bij de verspreiding van het protestants-christelijke blad, waarin vooral gereformeerden actief waren. Nadat een groot aantal medewerkers was gearresteerd, hielp Speelman het blad in 1941 weer op de been door contact te leggen met de latere hoofdredacteur H.M. van Randwijk.
In december 1942 werd hij door de Sicherheitsdienst (SD) gearresteerd en overgebracht naar kamp Haaren, waaruit hij wist te ontsnappen door een raam te forceren. 
In 1943 splitste Speelman zich samen met Sieuwert Bruins Slot en Gezina van der Molen af van de Vrij-Nederlandgroep, omdat zij zich niet konden vinden in de koers van het blad, dat zij onder van Randwijk te links vonden worden. Hieraan lag verder o.a. verschil van inzicht ten grondslag over het Nederland van na de oorlog: van Randwijk hoopte op maatschappelijke veranderingen, terwijl Speelman, Bruins Slot en van der Molen een meer conservatieve lijn voorstonden. Zij stichtten nu een nieuwe illegale krant van conservatief-christelijke signatuur: Trouw. Speelman speelde een cruciale rol in de distributie van Trouw evenals zijn vriendin Willemiena Bouwman, bijgenaamd "Mien van Trouw". 
Op 29 januari 1945 werd Speelman opnieuw gearresteerd, toen hij de drukkerij S.J.P. Bakker in Amsterdam betrad waar de SD juist bezig was met een inval. De verhoormethoden van de SD hadden geen vat op Speelman; hij liet niets los over zijn illegale contacten.
Op 17 februari werd hij op 26-jarige leeftijd samen met de anderen die in de drukkerij aanwezig waren, bij Halfweg geëxecuteerd. Na de oorlog werd zijn stoffelijk overschot herbegraven op de Eerebegraafplaats Bloemendaal.
Postuum ontving Wim Speelman het Verzetskruis 1940-1945.
In Nieuwveen, de woonplaats van Wim Speelman, werd de toenmalige Stationsweg hernoemd naar W.P. Speelmanweg. Daarnaast werden onder meer in Zwijndrecht en de Amsterdamse wijk Slotermeer straten naar hem vernoemd.